# نیکی ۲۰۰۴
نیکی ۲۰۰۴ (به انگلیسی: Niki 2004) یک خانوادهٔ بلغاری هواچرخِ دست‌سازِ دونفره است، ساختهٔ شرکتِ نیکی روتور اوییشن در پراودتس. سرعتِ این وسیله به ۱۵۰ کیلومتر در ساعت می‌رسد و بیشینه وزن برخاستش ۴۵۰ کیلوگرم است.

## مدل‌ها
- ۲۰۰۴
- ۲۰۰۴M
- ۲۰۰۸